# Janina Minge
Janina Madeleine Minge (Lindau, 1999. június 11. –) német női korosztályos válogatott labdarúgó, aki jelenleg az SC Freiburg játékosa.

## Pályafutása

### Klubcsapatban
A TSG Lindau Zech, a VfB Friedrichshafen és a Wangen 05 korosztályos csapataiban nevelkedett. A 2015–16-os szezont már az SC Freiburg játékosaként kezdte és az első keret tagjaként. 2015. december 6-án mutatkozott be az élvonalban a Bayer Leverkusen ellen. 2016. november 20-án megszerezte az első gólját az FF USV Jena elleni bajnoki mérkőzésen.
2017 júliusában a Fritz Walter-medál elismerésben részesült.

### A válogatottban
Részt vett a 2015-ös és a 2016-os U17-es női labdarúgó-Európa-bajnokságon, utóbbin aranyérmesként zárt a válogatottal. A 2017-es U19-es női labdarúgó-Európa-bajnokságon is részt vett. A 2018-as U20-as női labdarúgó-világbajnokságon Franciaországban a D csoportot megnyerték a válogatottal, majd a negyeddöntőben Japán ellen 3–1-re kikaptak és ő lőtte az egyetlen német gólt.

## Statisztika
2018. augusztus 22-i állapotnak megfelelően.
| Klub             | Szezon           | Bajnokság | Bajnokság | Kupa  | Kupa  | Nemzetközi | Nemzetközi | Összesen | Összesen |
| Klub             | Szezon           | Mérk.     | Gólok     | Mérk. | Gólok | Mérk.      | Gólok      | Mérk.    | Gólok    |
| ---------------- | ---------------- | --------- | --------- | ----- | ----- | ---------- | ---------- | -------- | -------- |
| SC Freiburg      | 2015–16          | 4         | 0         | 0     | 0     | -          | -          | 4        | 0        |
| SC Freiburg      | 2016–17          | 12        | 1         | 1     | 0     | -          | -          | 13       | 1        |
| SC Freiburg      | 2017–18          | 17        | 1         | 3     | 0     | -          | -          | 20       | 1        |
| SC Freiburg      | Összesen         | 33        | 2         | 4     | 0     | 0          | 0          | 37       | 2        |
| Karrier összesen | Karrier összesen | 33        | 2         | 4     | 0     | 0          | 0          | 37       | 2        |

## Sikerei, díjai

### Válogatott
- Németország U17
  - U17-es női Európa-bajnokság: 2016

### Egyéni
- Fritz Walter-medál – ezüstérmes: 2017